# Avenue des Alouettes
Pour les articles homonymes, voir Alouette.
L'avenue des Alouettes (en néerlandais : Leeuwerikenlaan) est une avenue bruxelloise de la commune de Woluwe-Saint-Pierre

## Situation et accès
La numérotation des habitations va de 5 à 41 pour le côté impair et de 2 à 38 pour le côté pair et part  de l'avenue du Chant d'Oiseau à la place des Bouvreuils en passant par l'avenue des Paradisiers et l'avenue Armand Scheitler.
Cette avenue fait partie du quartier dit du Chant d'Oiseau.